# Novafabricia infratorquata
Novafabricia infratorquata är en ringmaskart som först beskrevs av Fitzhugh 1973.  Novafabricia infratorquata ingår i släktet Novafabricia och familjen Sabellidae.
Artens utbredningsområde är Mexikanska golfen. Inga underarter finns listade i Catalogue of Life.